# 644

## Esdeveniments
- 4 de novembre - Medina (Aràbia): El califa Úmar és assassinat per l'esclau persa Abu Lulua.
- Medina (Aràbia): Uthman ibn Affan, esdevé tercer califa de l'islam.
- Ravenna (Exarcat de Ravenna): Plató succeeix Isaac l'Armeni a l'Exarcat de la regió.
- Kudjha (Àsia central): Aquest regne i el de Qarashahr s'alien, revoltant-se contra la dominació xinesa.
- Regió de Makran: Els àrabs ocupen la regió i decideixen establir-hi la frontera oriental i no anar més enllà.

## Necrològiques
- 4 de novembre - Medina (Aràbia): Úmar ibn al-Khattab, segon califa de l'islam, assassinat.